# هوراس گریلی
هوراس گریلی (انگلیسی: Horace Greeley؛ زاده ۳ فوریهٔ ۱۸۱۱ درگذشته ۲۹ نوامبر ۱۸۷۲) یک سیاست‌مدار اهل ایالات متحده آمریکا بود.